# Jan Sroczyński (oficer artylerii)
Jan Prosper Marian Sroczyński herbu Nowina (ur. 29 sierpnia 1889 w Kołomyi), zm. 21 maja 1935 we Lwowie) – major artylerii Wojska Polskiego, działacz niepodległościowy.

## Życiorys
Urodził się w Kołomyi, w ówczesnym mieście powiatowym Królestwa Galicji i Lodomerii, w rodzinie Tadeusza Adama (1858–1942) i Zofii Olimpii ze Zborowskich (1862–1902). Był starszym bratem Mariana Stefana (1891–1965), majora artylerii rezerwy Wojska Polskiego.
W czasie I wojny światowej służył w 1. baterii I dywizjonu haubic polowych 1 pułku artylerii Legionów Polskich. 
Służył w 6 pułku artylerii polowej w Krakowie. 3 maja 1922 został zweryfikowany w stopniu kapitana ze starszeństwem z 1 czerwca 1919 i 149. lokatą w korpusie oficerów artylerii. W latach 1923–1924 pełnił obowiązki dowódcy II dywizjonu. 3 maja 1926 został mianowany majorem ze starszeństwem z 1 lipca 1925 i 15. lokatą w korpusie oficerów artylerii. Później został przeniesiony do 19 pułku artylerii polowej w Nowej Wilejce na stanowisko dowódcy II dywizjonu, detaszowanego w Mołodecznie. W kwietniu 1928 został przesunięty na stanowisko kwatermistrza. W marcu 1930 został przeniesiony do 22 pułku artylerii polowej w Rzeszowie na stanowisko dowódcy dywizjonu. W grudniu 1931 został zwolniony z zajmowanego stanowiska i oddany do dyspozycji dowódcy Okręgu Korpusu Nr X, a z dniem 31 maja 1932 przeniesiony w stan spoczynku.
Był członkiem Związku Strzeleckiego. Posiadał stopień funkcyjny podokręgowego. Pełnił funkcję zastępcy komendanta VI Okręgu Związku Strzeleckiego we Lwowie. Zmarł 21 maja 1935 we Lwowie. Dwa dni później został pochowany na Cmentarzu Łyczakowskim we Lwowie.

## Ordery i odznaczenia
- Krzyż Niepodległości – 6 czerwca 1931 „za pracę w dziele odzyskania niepodległości”[14][15]
- Krzyż Walecznych trzykrotnie[16] (po raz pierwszy i drugi „za czyny orężne w czasie bojów Legionów Polskich”[17])